# Кристоф Магнуссон
Кристоф Магнуссон (настоящее имя Кристоф Вейтемейер-Магнуссон, род. 4 марта 1976 в Гамбурге) — исландско-немецкий писатель и переводчик. Живёт в Берлине.

## Жизнь и литературная деятельность
Учился на исполнителя церковной музыки, затем изучал литературное и сценарное мастерство в Лейпциге и Берлине, исландскую литературу в Рейкьявике. Его творчество охватывает разные жанры — романы, театральные пьесы, рассказы и репортажи. Кроме того, Магнуссон переводит исландскую литературу на немецкий язык. За свою литературную и переводческую работу он отмечен многими наградами, стипендиями на пребывание в качестве приглашённого автора и переводчика. Среди них стипендия Института имени Гёте Stadtschreiber в Пуне (Индия); Writer in Residence в Массачусетском технологическом институте МТИ и Translator in Residence в Европейской переводческой коллегии Штралена (Europäisches Übersetzer-Kollegium Straelen). Магнуссон преподавал во многих университетах. Он является членом ПЕН-клубa Германии.
Широкую известность получила его пьеса Männerhort (2002). Комедия была переведена на французский, английский, шведский, турецкий, болгарский, эстонский, словацкий, чешский и польский. Более 80 театров осуществили постановку пьесы.
В 2018 году российское издательство Эксмо выпустило роман Анатомия счастья. Романы Магнуссона пользуются большим интересом и переводятся на разные языки. Со своим дебютным романом автор был приглашён к участию в конкурсе им. Ингеборг Бахман — крупнейшем в немецкоязычном пространстве литературном конкурсе. Два последующих романа также привлекли к себе значительное медийное внимание, заняли место в списках немецких бестселлеров. Его роман Das war ich nicht (Это был не я) о спекуляциях на бирже и тем самым затрагивающего проблемы общества был номинирован на Немецкую книжную премию в 2010 году.
Стиль Кристофа Магнуссона отличается юмором и лёгкостью. В одном интервью он сказал: «Юмор для меня […] это очень важный способ видения мира. […] И как посмотришь вокруг — на то, что происходит сегодня в области политической риторики, — так невольно согласишься с тем, что люди, лишённые чувства юмора, не заслуживают доверия. Ведь юмор — это не только определённый тип восприимчивости, но ещё и умение взглянуть на себя со стороны. Человек, обладающий чувством юмора, вряд ли станет лёгкой жертвой манипуляций. И уж что точно объединяет все тоталитарные режимы, так это полное отсутствие у них чувства юмора».